# Circuito de elementos distribuidos

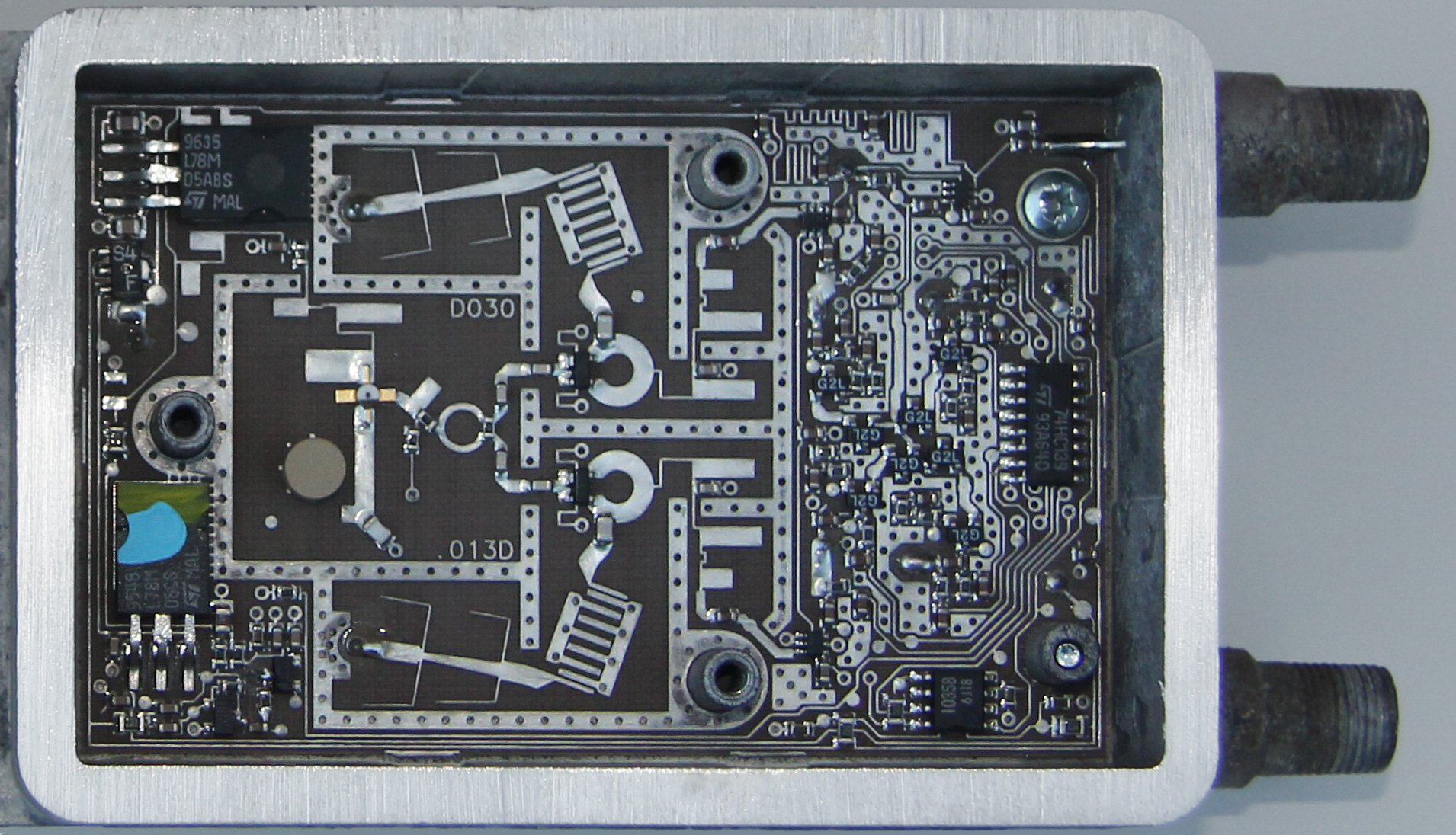
Un conversor de reducción de ruido en bloque con elementos distribuidos. El circuito a la derecha está compuesto por elementos concentrados. El circuito de elementos distribuidos se encuentra en el centro y a la izquierda del centro, y está construido en microstrip.

Los circuitos de elementos distribuidos son circuitos eléctricos que están compuestos por longitudes de líneas de transmisión u otros componentes distribuidos. Estos circuitos realizan las mismas funciones que los circuitos convencionales compuestos por componentes pasivos, como condensadores, inductores y transformadores. Se utilizan principalmente en frecuencias de microondas, donde los componentes convencionales son difíciles o imposibles de implementar.
Los circuitos convencionales consisten en componentes individuales fabricados por separado y conectados mediante un medio conductor. En cambio, los circuitos de elementos distribuidos se construyen formando el propio medio en patrones específicos. Una ventaja significativa de estos circuitos es que pueden fabricarse de manera económica como placas de circuito impreso para productos de consumo, como televisores satelitales. También se producen en formatos coaxiales y de guía de ondas para aplicaciones como radares, comunicaciones por satélite y enlaces de microondas.
Un fenómeno común en estos circuitos es que una longitud de línea de transmisión puede comportarse como un resonador. Los componentes de elementos distribuidos que logran esto incluyen stubs, líneas acopladas y líneas en cascada. Los circuitos construidos con estos componentes incluyen filtros, divisores de potencia, acopladores direccionales y circuladores.
Los circuitos de elementos distribuidos fueron estudiados durante las décadas de 1920 y 1930, pero su importancia creció durante la Segunda Guerra Mundial debido a su uso en radares. Después de la guerra, su uso se limitó a aplicaciones militares, espaciales e infraestructuras de radiodifusión. Sin embargo, las mejoras en la ciencia de materiales llevaron a una expansión hacia aplicaciones comerciales, y hoy en día se encuentran en productos domésticos como antenas parabólicas y teléfonos móviles.

## Modelado de circuitos

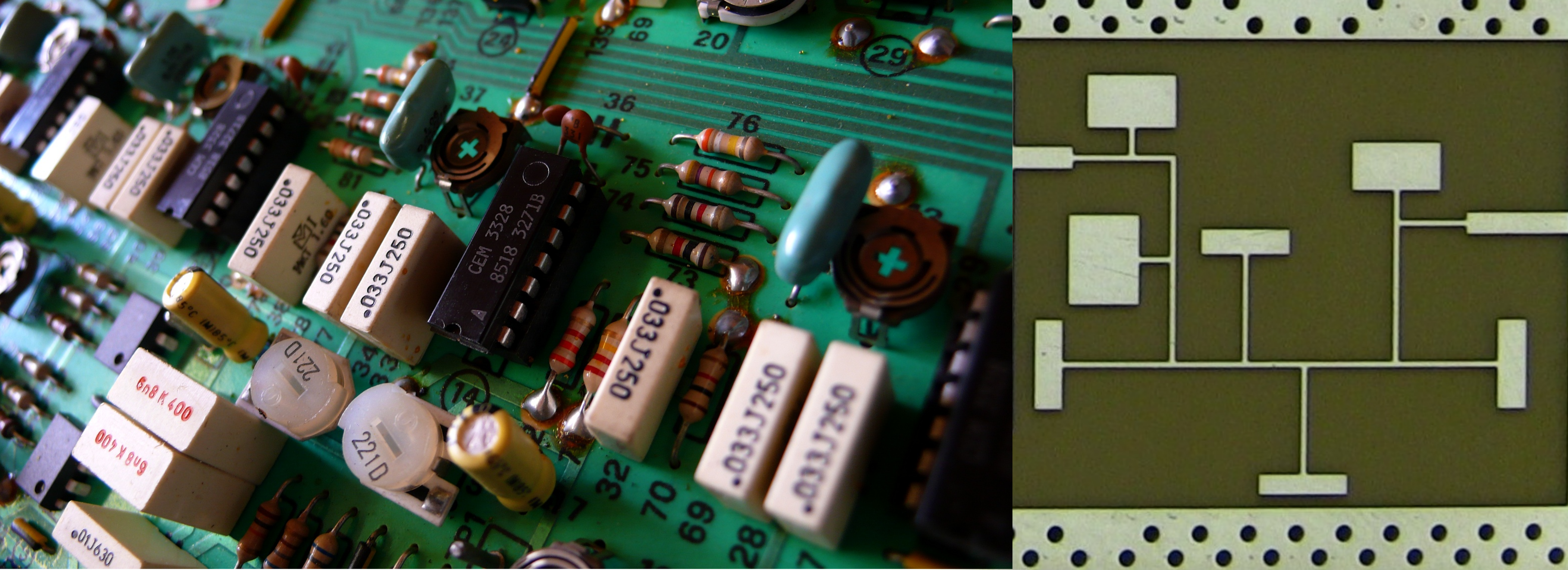
Un filtro paso bajo como componentes discretos convencionales conectados en una placa de circuito impreso (izquierda) y como un diseño de elementos distribuidos impreso directamente en la placa (derecha).

Los circuitos de elementos distribuidos se diseñan utilizando el modelo de elementos distribuidos, una alternativa al modelo de elementos concentrados. En este último, los elementos eléctricos pasivos (resistencia, capacidad e inductancia) se consideran "concentrados" en un punto en el espacio dentro de un componente como un resistor, un condensador o un inductor. El modelo de elementos distribuidos se utiliza cuando esta suposición ya no es válida, y estas propiedades se consideran distribuidas en el espacio. La suposición falla cuando existe un tiempo significativo para que las ondas electromagnéticas viajen de un terminal de un componente al otro; "significativo", en este contexto, implica suficiente tiempo para un cambio de fase perceptible. La cantidad de cambio de fase depende de la frecuencia de la onda (e inversamente de su longitud de onda). Una regla general común entre los ingenieros es cambiar del modelo de elementos concentrados al modelo de elementos distribuidos cuando las distancias involucradas son mayores a una décima parte de la longitud de onda (un cambio de fase de 36°). El modelo de elementos concentrados falla completamente a un cuarto de longitud de onda (un cambio de fase de 90°), no solo en el valor, sino en la naturaleza del componente, que ya no corresponde a lo predicho. Debido a esta dependencia de la longitud de onda, el modelo de elementos distribuidos se usa principalmente en frecuencias altas; a frecuencias bajas, los componentes de elementos distribuidos son demasiado voluminosos. Los diseños distribuidos son viables por encima de los 300 MHz y son la opción preferida en frecuencias de microondas superiores a 1 GHz.
No existe una demarcación clara en la frecuencia a la que se deben usar estos modelos. Aunque el cambio generalmente ocurre en un rango entre 100 y 500 MHz, la escala tecnológica también es significativa; los circuitos miniaturizados pueden usar el modelo de elementos concentrados a frecuencias más altas. Las placas de circuito impreso (PCBs) que emplean tecnología de agujeros pasantes son más grandes que los diseños equivalentes que utilizan tecnología de montaje superficial. Los circuitos integrados híbridos son más pequeños que las tecnologías PCB, y los circuitos integrados monolíticos son más pequeños que ambos. Los circuitos integrados pueden utilizar diseños de elementos concentrados a frecuencias más altas que los circuitos impresos, y esto se realiza en algunos circuitos integrados de radiofrecuencia. Esta elección es particularmente significativa para dispositivos portátiles, ya que los diseños de elementos concentrados generalmente resultan en un producto más pequeño.

### Construcción con líneas de transmisión

Respuesta en frecuencia de un filtro de Chebyshev de quinto orden construido con elementos concentrados (arriba) y distribuidos (abajo).

La gran mayoría de los circuitos de elementos distribuidos están compuestos por longitudes de líneas de transmisión, una forma particularmente sencilla de modelar. Las dimensiones transversales de la línea son uniformes a lo largo de su longitud y son pequeñas en comparación con la longitud de onda de la señal; por lo tanto, solo es necesario considerar la distribución a lo largo de la línea. Un elemento de este tipo en un circuito distribuido se caracteriza completamente por su longitud e impedancia característica. Se produce una simplificación adicional en los circuitos de líneas conmensuradas, donde todos los elementos tienen la misma longitud. Con los circuitos conmensurados, un diseño prototipo de circuito concentrado compuesto por condensadores e inductores puede convertirse directamente en un circuito distribuido con una correspondencia uno a uno entre los elementos de cada circuito.
Los circuitos de líneas conmensuradas son importantes porque existe una teoría de diseño para producirlos; no existe una teoría general para los circuitos que consisten en longitudes arbitrarias de líneas de transmisión (o cualquier forma arbitraria). Aunque una forma arbitraria puede analizarse con las ecuaciones de Maxwell para determinar su comportamiento, encontrar estructuras útiles es una cuestión de ensayo y error o intuición.
Una diferencia importante entre los circuitos de elementos distribuidos y los de elementos concentrados es que la respuesta en frecuencia de un circuito distribuido se repite periódicamente, como se muestra en el ejemplo del filtro de Chebyshev; el circuito concentrado equivalente no lo hace. Esto se debe a que la función de transferencia de los formatos concentrados es una función racional de la frecuencia compleja; los formatos distribuidos son una función irracional. Otra diferencia es que las longitudes de líneas conectadas en cascada introducen un retraso fijo en todas las frecuencias (asumiendo una línea ideal). No existe un equivalente en circuitos concentrados para un retraso fijo, aunque se podría construir una aproximación para un rango de frecuencias limitado.

## Ventajas y desventajas
Los circuitos de elementos distribuidos son económicos y fáciles de fabricar en ciertos formatos, pero ocupan más espacio que los circuitos de elementos concentrados. Esto resulta problemático en dispositivos móviles (especialmente los portátiles), donde el espacio es un recurso limitado. Si las frecuencias de operación no son demasiado altas, el diseñador puede optar por miniaturizar los componentes en lugar de cambiar a un diseño de elementos distribuidos. Sin embargo, los elementos parásitos y las pérdidas resistivas en los componentes concentrados aumentan con la frecuencia como una proporción del valor nominal de la impedancia del elemento concentrado. En algunos casos, los diseñadores pueden optar por un diseño de elementos distribuidos (incluso si hay componentes concentrados disponibles para esa frecuencia) para aprovechar una mejor calidad. Los diseños de elementos distribuidos tienden a tener una mayor capacidad de manejo de potencia; en un componente concentrado, toda la energía que pasa por el circuito se concentra en un pequeño volumen.

## Medio

### Conductores en pares
Existen varios tipos de líneas de transmisión, y cualquiera de ellas puede usarse para construir circuitos de elementos distribuidos. La más antigua (y aún la más utilizada) es un par de conductores, cuya forma más común es el par trenzado, empleado en líneas telefónicas y conexiones a Internet. No se utiliza con frecuencia en circuitos de elementos distribuidos porque las frecuencias empleadas son más bajas que el punto donde los diseños de elementos distribuidos se vuelven ventajosos. Sin embargo, los diseñadores suelen comenzar con un diseño de elementos concentrados y lo convierten en un diseño de elementos distribuidos de alambre abierto. El alambre abierto consiste en un par de conductores paralelos sin aislamiento, como los utilizados en las líneas telefónicas sobre postes telegráficos. Por lo general, el diseñador no tiene la intención de implementar el circuito en esta forma; es un paso intermedio en el proceso de diseño. Los diseños de elementos distribuidos con pares de conductores se limitan a algunos usos especializados, como las líneas de Lecher y el cable bifilar utilizado para líneas de alimentación de antenas.

### Coaxial

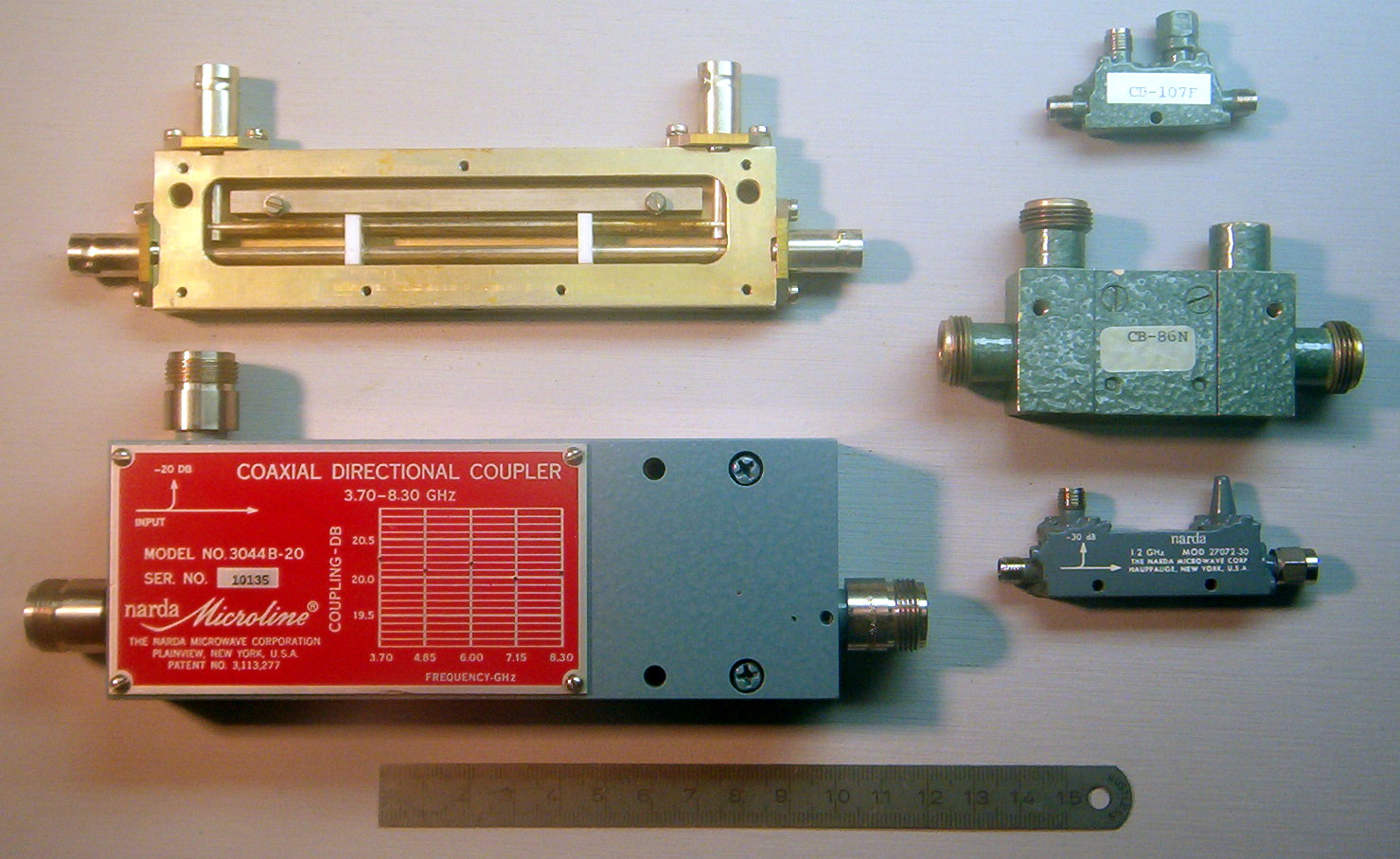
Una colección de acopladores direccionales coaxiales. Uno de ellos tiene la cubierta retirada, mostrando su estructura interna.

El cable coaxial, compuesto por un conductor central rodeado por un conductor de blindaje aislado, se utiliza ampliamente para interconectar unidades de equipos de microondas y para transmisiones de mayor distancia. Aunque los dispositivos de elementos distribuidos en formato coaxial fueron comunes durante la segunda mitad del siglo XX, han sido reemplazados en muchas aplicaciones por formas planarias debido a consideraciones de costo y tamaño. Los cables coaxiales con dieléctrico de aire se emplean en aplicaciones de baja pérdida y alta potencia. Aún es común que los circuitos de elementos distribuidos en otros medios hagan la transición a conectores coaxiales en los puertos del circuito para propósitos de interconexión.

### Planar
La mayoría de los circuitos modernos de elementos distribuidos utilizan líneas de transmisión planarias, especialmente aquellos en productos de consumo fabricados en masa. Existen varias formas de líneas planarias, pero el tipo conocido como microstrip es el más común. Puede fabricarse mediante el mismo proceso que las placas de circuito impreso, por lo que es barato de producir. Además, se presta a la integración con circuitos concentrados en la misma placa. Otras formas de líneas planarias impresas incluyen la stripline, la finline y muchas variaciones. Las líneas planarias también se pueden utilizar en circuitos integrados monolíticos de microondas, donde son parte integral del chip del dispositivo.

### Guía de onda

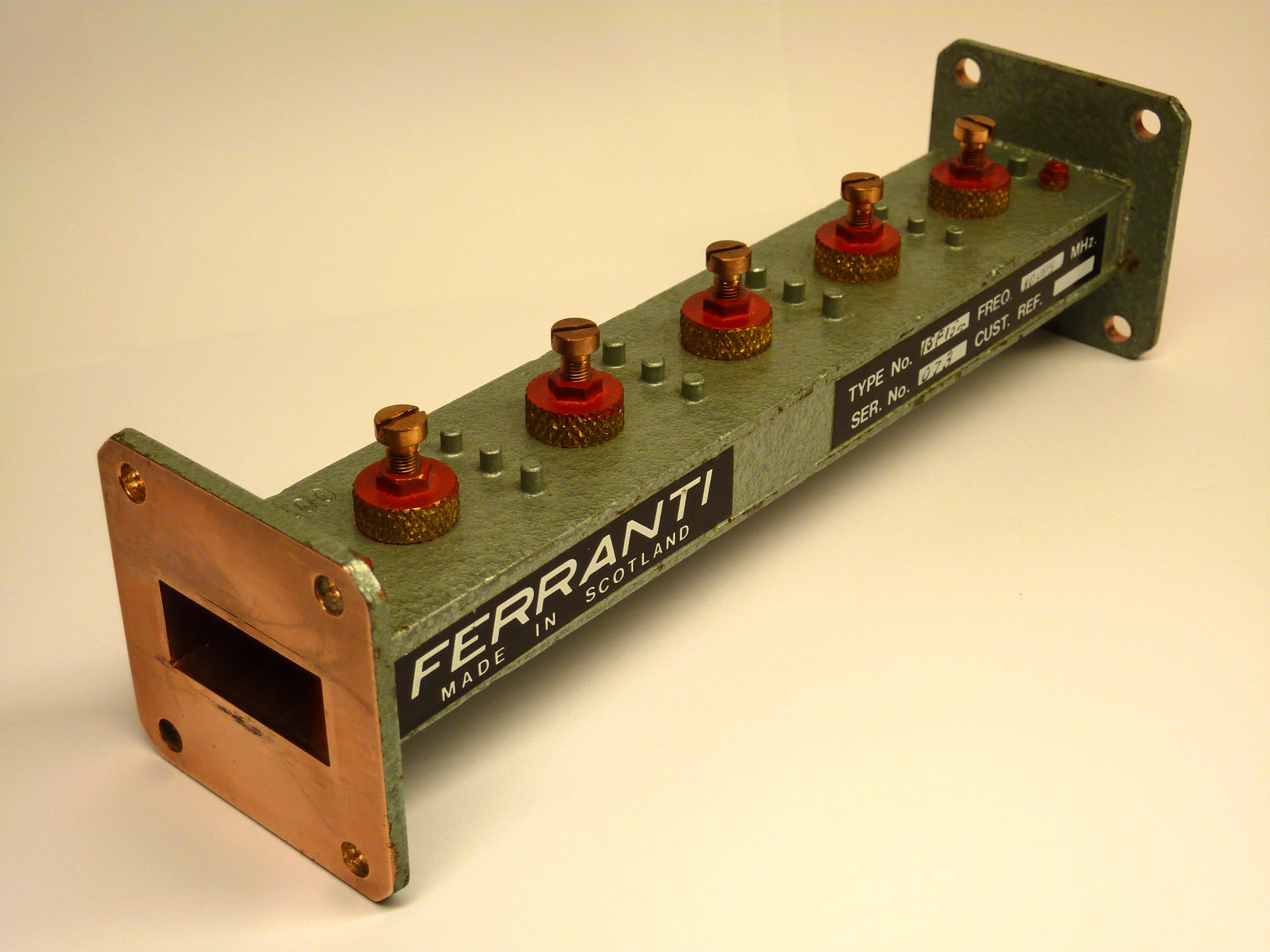
Filtro de guía de onda.

Muchos diseños de elementos distribuidos pueden implementarse directamente en guías de onda. Sin embargo, existe una complicación adicional en las guías de onda: la posibilidad de múltiples modos. Estos pueden coexistir simultáneamente, una situación que no tiene análogo en líneas conductoras. Las guías de onda ofrecen ventajas como menores pérdidas y resonadores de mayor calidad en comparación con las líneas conductoras, pero su costo relativo y su volumen suelen hacer que se prefiera el microstrip. Las guías de onda se utilizan principalmente en productos de gama alta, como radares militares de alta potencia y las bandas superiores de microondas (donde los formatos planos son demasiado ineficientes). Las guías de onda se vuelven más voluminosas a medida que disminuye la frecuencia, lo cual limita su uso en las bandas más bajas.

### Mecánico
En algunas aplicaciones especializadas, como los filtros mecánicos en transmisores de radio de alta gama (marinos, militares, radioaficionados), los circuitos electrónicos pueden implementarse como componentes mecánicos. Esto se hace principalmente debido a la alta calidad de los resonadores mecánicos. Se utilizan en la banda de frecuencia de radio (por debajo de las frecuencias de microondas), donde de otro modo podrían emplearse guías de onda. Los circuitos mecánicos también pueden implementarse, total o parcialmente, como circuitos de elementos distribuidos. La frecuencia a la que la transición al diseño de elementos distribuidos se vuelve factible (o necesaria) es mucho más baja en los circuitos mecánicos. Esto se debe a que la velocidad a la que las señales viajan a través de medios mecánicos es mucho menor que la velocidad de las señales eléctricas.

## Componentes del circuito
Existen varias estructuras que se usan repetidamente en los circuitos de elementos distribuidos. A continuación, se describen algunas de las más comunes.
Un stub es un segmento corto de línea que se ramifica lateralmente de una línea principal. El extremo del stub suele dejarse abierto o en cortocircuito, pero también puede terminarse con un componente concentrado. Un stub puede usarse de forma individual (por ejemplo, para adaptación de impedancia) o en conjunto con otros para formar circuitos más complejos, como filtros. Un stub puede diseñarse como el equivalente de un condensador, inductor o resonador concentrado.

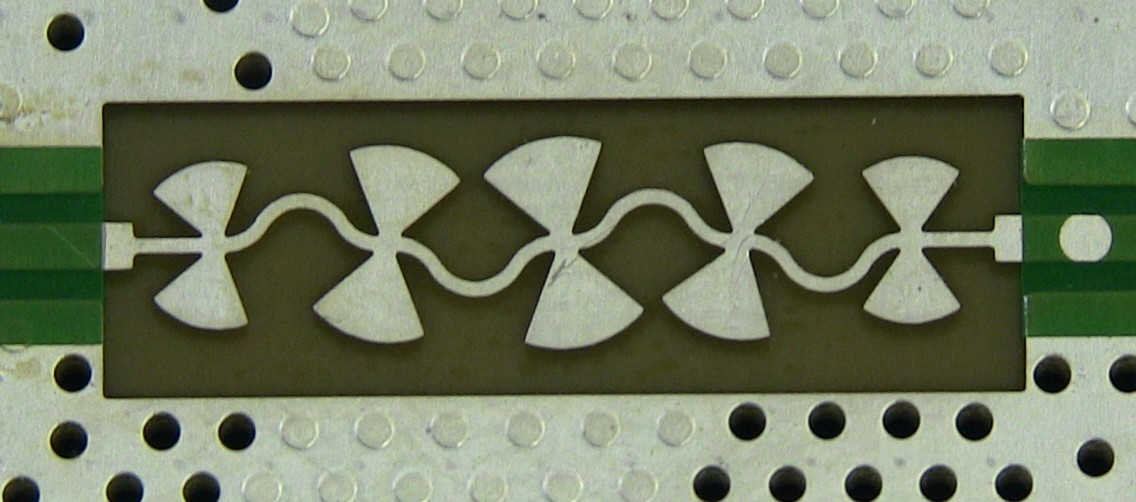
Filtro con stubs en forma de mariposa.

Las desviaciones de la construcción con líneas de transmisión uniformes en circuitos de elementos distribuidos son raras. Una excepción ampliamente utilizada es el stub radial, que tiene forma de un sector circular. A menudo se utilizan en pares, uno a cada lado de la línea de transmisión principal. Estos pares se denominan stubs en forma de mariposa o en forma de corbatín.

### Líneas acopladas
Las líneas acopladas son dos líneas de transmisión entre las cuales existe algún tipo de acoplamiento electromagnético. Este acoplamiento puede ser directo o indirecto. En el acoplamiento indirecto, las dos líneas se colocan muy cerca una de la otra durante un tramo, sin ninguna pantalla entre ellas. La intensidad del acoplamiento depende de la distancia entre las líneas y la sección transversal que cada una presenta a la otra. En el acoplamiento directo, líneas derivadas conectan directamente las dos líneas principales en intervalos regulares.
Las líneas acopladas son un método común para construir divisores de potencia y acopladores direccionales. Otra propiedad de estas líneas es que actúan como un par de resonadores acoplados. Esta característica se utiliza en muchos filtros de elementos distribuidos.

### Líneas en cascada

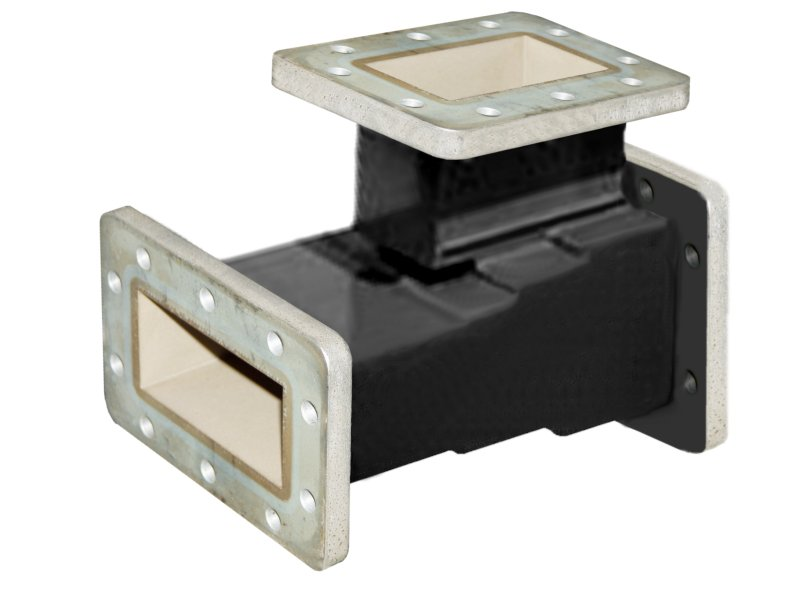
Un transductor ortomodal (una variedad de duplexor) con adaptación de impedancia escalonada.

Las líneas en cascada son tramos de líneas de transmisión donde la salida de una línea se conecta a la entrada de la siguiente. Múltiples líneas en cascada con diferentes impedancias características pueden usarse para construir un filtro o una red de adaptación de impedancias de banda ancha. Esta estructura se conoce como estructura de impedancia escalonada (stepped impedance structure). Un único tramo de línea en cascada de un cuarto de longitud de onda forma un transformador de impedancia de cuarto de onda. Este tiene la propiedad útil de transformar cualquier red de impedancia en su dual; en este papel, se le llama inversor de impedancia. Esta estructura puede emplearse en filtros para implementar un prototipo de elementos concentrados con una topología en escalera como un circuito de elementos distribuidos. Los transformadores de un cuarto de onda se alternan con un resonador de elementos distribuidos para lograr esto. Sin embargo, este diseño es ahora considerado obsoleto; se utilizan en su lugar inversores más compactos, como el escalón de impedancia (impedance step). Un escalón de impedancia es la discontinuidad que se forma en la unión de dos líneas de transmisión en cascada con diferentes impedancias características.

### Cavidad resonante
Una cavidad resonante es un espacio vacío (o a veces lleno de material dieléctrico) rodeado por paredes conductoras. Las aperturas en las paredes acoplan el resonador al resto del circuito. La resonancia ocurre debido a las ondas electromagnéticas que se reflejan repetidamente en las paredes de la cavidad, formando ondas estacionarias. Las cavidades resonantes pueden usarse en muchos medios, pero se forman de manera más natural en una guía de onda, aprovechando las paredes metálicas ya existentes de la guía.

### Resonador dieléctrico
Un resonador dieléctrico es un trozo de material dieléctrico expuesto a ondas electromagnéticas. Por lo general, tiene forma de cilindro o disco grueso. Aunque los resonadores de cavidad pueden llenarse con dieléctrico, la diferencia esencial es que, en los resonadores de cavidad, el campo electromagnético está completamente contenido dentro de las paredes de la cavidad. En un resonador dieléctrico, parte del campo se encuentra en el espacio circundante. Esto puede llevar a acoplamientos indeseados con otros componentes. La principal ventaja de los resonadores dieléctricos es que son considerablemente más pequeños que una cavidad equivalente llena de aire.

### Resonador helicoidal
Un resonador helicoidal es una hélice de alambre dentro de una cavidad; un extremo no está conectado y el otro está unido a la pared de la cavidad. Aunque superficialmente se parecen a inductores concentrados, los resonadores helicoidales son componentes de elementos distribuidos y se utilizan en las bandas de VHF y las bandas inferiores de UHF.

### Fractales

Resonador fractal de Hilbert de tres iteraciones en microstrip.

El uso de curvas fractales como componentes de circuitos es un campo emergente en los circuitos de elementos distribuidos. Los fractales se han utilizado para fabricar resonadores en filtros y antenas. Una de las ventajas de emplear fractales es su propiedad de llenado de espacio, lo que los hace más pequeños que otros diseños. Otras ventajas incluyen la capacidad de producir diseños de banda ancha y multibanda, un buen rendimiento dentro de la banda y un buen rechazo fuera de la banda. En la práctica, no es posible fabricar un fractal verdadero porque, con cada iteración fractal, las tolerancias de fabricación se vuelven más estrictas y exceden las capacidades del método de construcción. Sin embargo, después de unas pocas iteraciones, el rendimiento se acerca al de un fractal verdadero. Estos pueden denominarse prefractales o fractales de orden finito cuando es necesario distinguirlos de un fractal verdadero.
Entre los fractales que se han utilizado como componentes de circuitos se incluyen el copo de nieve de Koch, la salchicha de Minkowski, la curva de Sierpiński, la curva de Hilbert y la curva de Peano. Los tres primeros son curvas cerradas, adecuadas para antenas tipo parche. Las dos últimas son curvas abiertas con terminaciones en lados opuestos del fractal, lo que las hace adecuadas para usos que requieren una conexión en cascada.

### Taper
Un taper es una línea de transmisión con un cambio gradual en su sección transversal. Puede considerarse como el caso límite de una estructura de impedancia escalonada con un número infinito de escalones. Los tapers son una forma sencilla de unir dos líneas de transmisión con diferentes impedancias características. El uso de tapers reduce enormemente los efectos de desajuste que provocaría una unión directa. Si el cambio de sección no es demasiado grande, no será necesario ningún circuito de adaptación adicional. Los tapers pueden proporcionar transiciones entre líneas en diferentes medios, especialmente diferentes formas de medios planarios. Los tapers suelen cambiar de forma lineal, pero también pueden utilizarse otros perfiles. El perfil que logra una adaptación específica en la menor longitud posible se conoce como taper Klopfenstein, basado en el diseño del filtro de Chebyshev.
Los tapers pueden usarse para adaptar una línea de transmisión a una antena. En algunos diseños, como la antena de bocina y la antena de Vivaldi, el taper es en sí mismo la antena. Las antenas de bocina, al igual que otros tapers, suelen ser lineales, pero la mejor adaptación se obtiene con una curva exponencial. La antena de Vivaldi es una versión plana (de ranura) del taper exponencial.

### Resistencia distribuida
Los elementos resistivos generalmente no son útiles en un circuito de elementos distribuidos. Sin embargo, las resistencias distribuidas pueden emplearse en atenuadores y terminaciones de línea. En medios planarios, pueden implementarse como una línea serpenteante de material de alta resistencia o como un parche depositado de material de película delgada o gruesa. En una guía de onda, se puede insertar una tarjeta de material absorbente de microondas dentro de la guía.

## Bloques de circuito

### Filtros y adaptación de impedancia

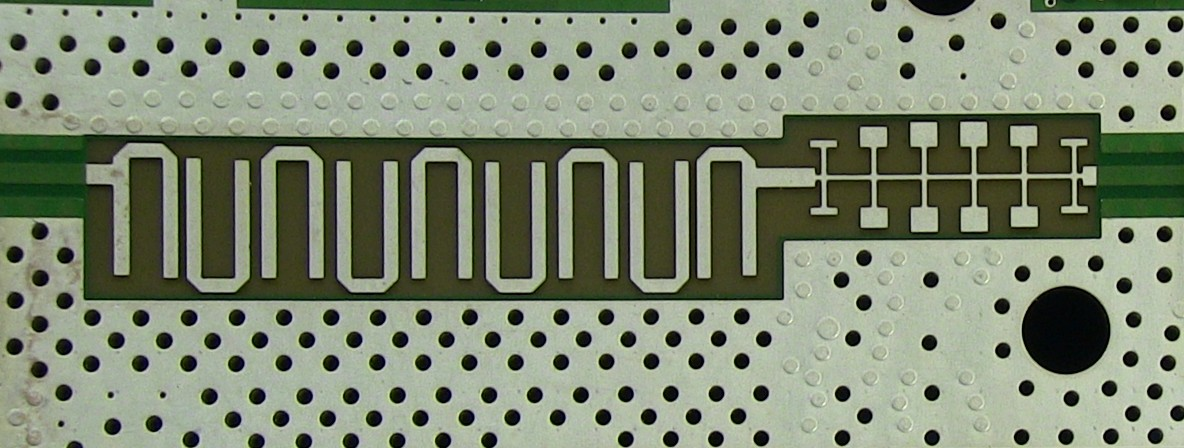
Filtro paso banda de microstrip tipo horquilla (izquierda), seguido por un filtro paso bajo con stub.

Los filtros constituyen un porcentaje significativo de los circuitos construidos con elementos distribuidos. Se utiliza una amplia gama de estructuras para construirlos, incluyendo líneas cortas, líneas acopladas y líneas en cascada. Las variaciones incluyen filtros interdigitales, filtros de línea peinada (combline filters) y filtros tipo horquilla (hairpin filters). Los desarrollos más recientes incluyen filtros fractales. Muchos filtros se construyen en conjunto con resonadores dieléctricos.
Al igual que con los filtros de elementos concentrados, cuantos más elementos se usen, más cerca estará el filtro de una respuesta ideal; sin embargo, la estructura puede volverse bastante compleja. Para requerimientos simples y de banda estrecha, un único resonador puede ser suficiente (como un filtro de línea corta o spurline).
La adaptación de impedancia para aplicaciones de banda estrecha se logra frecuentemente con una sola línea de adaptación. Sin embargo, para aplicaciones de banda ancha, la red de adaptación de impedancia asume un diseño similar al de un filtro. El diseñador prescribe una respuesta de frecuencia requerida y diseña un filtro con esa respuesta. La única diferencia con un diseño de filtro estándar es que las impedancias de fuente y carga del filtro son diferentes.

### Divisores de potencia, combinadores y acopladores direccionales

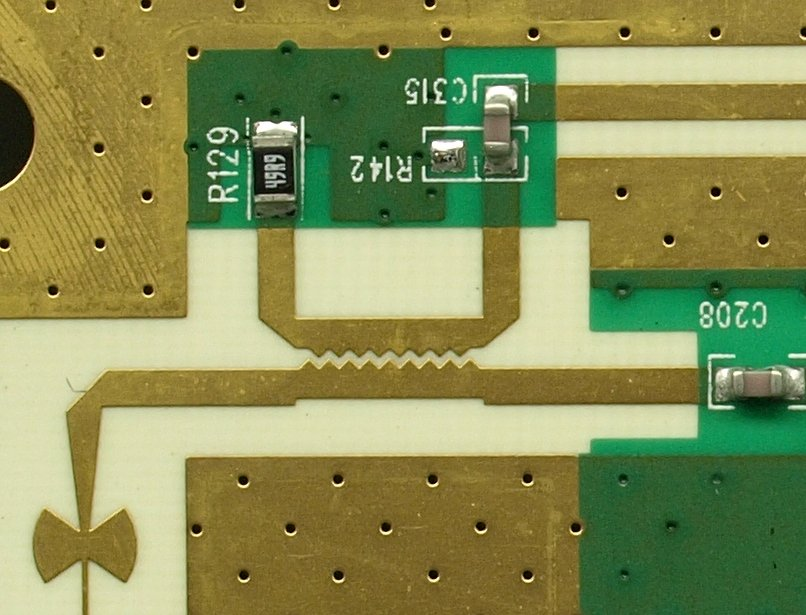
Acoplador direccional tipo sierra en microstrip, una variante del acoplador direccional de líneas acopladas.

Un acoplador direccional es un dispositivo de cuatro puertos que acopla potencia que fluye en una dirección de un camino a otro. Dos de los puertos son los puertos de entrada y salida de la línea principal. Una parte de la potencia que entra por el puerto de entrada se acopla a un tercer puerto, conocido como el puerto acoplado. Ninguna potencia que entre por el puerto de entrada se acopla al cuarto puerto, generalmente conocido como el puerto aislado. Para la potencia que fluye en dirección inversa y entra por el puerto de salida, ocurre una situación recíproca: parte de la potencia se acopla al puerto aislado, pero nada se acopla al puerto acoplado.
Un divisor de potencia suele construirse como un acoplador direccional, con el puerto aislado permanentemente terminado en una carga adaptada (lo que lo convierte, de hecho, en un dispositivo de tres puertos). No hay una diferencia esencial entre ambos dispositivos. El término "acoplador direccional" se utiliza generalmente cuando el factor de acoplamiento (la proporción de potencia que llega al puerto acoplado) es bajo, y "divisor de potencia" cuando el factor de acoplamiento es alto. Un combinador de potencia es simplemente un divisor de potencia utilizado en sentido inverso. En implementaciones de elementos distribuidos que utilizan líneas acopladas, las líneas acopladas indirectamente son más adecuadas para acopladores direccionales de bajo acoplamiento, mientras que los acopladores de línea ramificada directamente acoplados son más adecuados para divisores de potencia de alto acoplamiento.
Los diseños de elementos distribuidos dependen de una longitud de elemento de un cuarto de longitud de onda (u otra longitud); esto será válido solo para una frecuencia. Por lo tanto, los diseños simples tienen un ancho de banda limitado en el que funcionan correctamente. Al igual que las redes de adaptación de impedancia, un diseño de banda ancha requiere múltiples secciones, y el diseño comienza a parecerse a un filtro.

#### Híbridos

Anillo híbrido, usado para producir señales de suma y diferencia.

Un acoplador direccional que divide la potencia de manera equitativa entre el puerto de salida y el puerto acoplado (un acoplador de 3 dB) se llama un híbrido. Aunque el término "híbrido" originalmente se refería a un transformador híbrido (un dispositivo concentrado usado en teléfonos), ahora tiene un significado más amplio. Un híbrido de elementos distribuidos ampliamente usado que no utiliza líneas acopladas es el anillo híbrido o acoplador de circuito cerrado (rat-race coupler). Cada uno de sus cuatro puertos está conectado a un anillo de línea de transmisión en un punto diferente. Las ondas viajan en direcciones opuestas alrededor del anillo, estableciendo ondas estacionarias. En algunos puntos del anillo, la interferencia destructiva genera un nulo; no se transfiere potencia desde un puerto conectado en ese punto. En otros puntos, la interferencia constructiva maximiza la potencia transferida.
Otro uso de un acoplador híbrido es producir la suma y la diferencia de dos señales. En la ilustración, dos señales de entrada se introducen en los puertos marcados como 1 y 2. La suma de las dos señales aparece en el puerto marcado como Σ, y la diferencia en el puerto marcado como Δ. Además de sus usos como acopladores y divisores de potencia, los acopladores direccionales pueden utilizarse en mezcladores balanceados, discriminadores de frecuencia, atenuadores, desplazadores de fase y redes de alimentación de arreglos de antenas.

### Circuladores

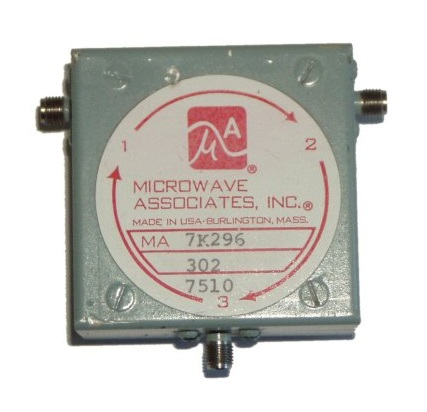
Un circulador de ferrita coaxial operando a 1 GHz.

Un circulador es generalmente un dispositivo de tres o cuatro puertos en el que la potencia que entra por un puerto se transfiere al siguiente puerto en rotación, como si se moviera en un círculo. La potencia solo puede fluir en una dirección alrededor del círculo (en sentido horario o antihorario) y no se transfiere potencia a ninguno de los otros puertos. La mayoría de los circuladores de elementos distribuidos están basados en materiales de ferrita. Entre los usos de los circuladores se incluye su aplicación como un aislador para proteger un transmisor (u otro equipo) de daños debido a reflexiones de la antena, y como un duplexor que conecta la antena, el transmisor y el receptor de un sistema de radio.
Una aplicación inusual de un circulador es en un amplificador de reflexión, donde se utiliza la resistencia negativa de un diodo Gunn para reflejar más potencia de la que recibió. El circulador se usa para dirigir los flujos de potencia de entrada y salida hacia puertos separados.
Los circuitos pasivos, tanto de elementos concentrados como distribuidos, suelen ser recíprocos; sin embargo, los circuladores son una excepción. Hay varias formas equivalentes de definir o representar la reciprocidad. Una forma conveniente para circuitos en frecuencias de microondas (donde se usan circuitos de elementos distribuidos) es en términos de sus parámetros-S. Un circuito recíproco tendrá una matriz de parámetros-S, [S], que es simétrica. Por la definición de un circulador, está claro que este no será el caso:
{\displaystyle [S]={\begin{pmatrix}0&0&1\\1&0&0\\0&1&0\end{pmatrix}}}
para un circulador ideal de tres puertos, lo que demuestra que los circuladores son no recíprocos por definición. De ello se deduce que es imposible construir un circulador con componentes pasivos estándar (concentrados o distribuidos). La presencia de una ferrita, o de algún otro material o sistema no recíproco, es esencial para que el dispositivo funcione.

## Componentes activos

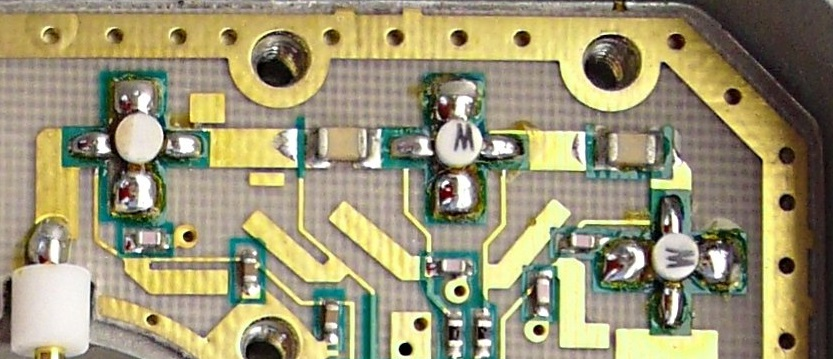
Circuito en microstrip con transistores discretos en paquetes miniatura de montaje superficial, capacitores y resistencias en forma de chip y filtros de polarización como elementos distribuidos.

Los elementos distribuidos suelen ser pasivos, pero la mayoría de las aplicaciones requerirán componentes activos en algún papel. Un circuito integrado híbrido de microondas utiliza elementos distribuidos para muchos componentes pasivos, pero los componentes activos (como diodos, transistores y algunos componentes pasivos) son discretos. Los componentes activos pueden estar encapsulados o colocarse directamente sobre el sustrato en forma de chip sin encapsulado individual, lo que reduce el tamaño y elimina los efectos parasitarios inducidos por el encapsulado.
Los amplificadores distribuidos consisten en varios dispositivos amplificadores (generalmente FETs), con todas sus entradas conectadas a través de una línea de transmisión y todas sus salidas conectadas a través de otra línea de transmisión. Las longitudes de ambas líneas deben ser iguales entre cada transistor para que el circuito funcione correctamente, y cada transistor contribuye a la salida del amplificador. Esto es diferente de un amplificador multietapa convencional, donde la ganancia se multiplica por la ganancia de cada etapa. Aunque un amplificador distribuido tiene menor ganancia que un amplificador convencional con el mismo número de transistores, ofrece un ancho de banda significativamente mayor. En un amplificador convencional, el ancho de banda se reduce con cada etapa adicional; en un amplificador distribuido, el ancho de banda total es igual al ancho de banda de una sola etapa. Los amplificadores distribuidos se utilizan cuando un transistor grande único (o un amplificador complejo de múltiples transistores) sería demasiado grande para tratarlo como un componente concentrado; las líneas de transmisión que los conectan separan los transistores individuales.

## Historia

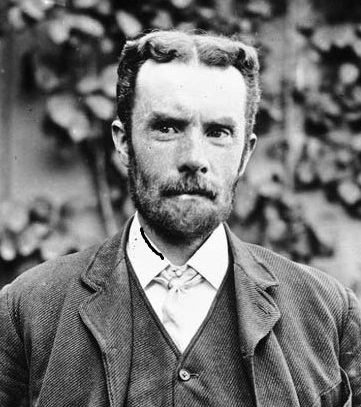
Oliver Heaviside.

El modelado de elementos distribuidos se utilizó por primera vez en el análisis de redes eléctricas por Oliver Heaviside en 1881. Heaviside lo empleó para describir correctamente el comportamiento de las señales en el cable telegráfico transatlántico. La transmisión temprana a través de este cable había sido difícil y lenta debido a la dispersión, un efecto que no se comprendía bien en ese momento. El análisis de Heaviside, conocido ahora como las ecuaciones del telegrafista, identificó el problema y sugirió métodos para resolverlo. Estas ecuaciones siguen siendo el estándar para el análisis de líneas de transmisión.
Warren P. Mason fue el primero en investigar la posibilidad de circuitos de elementos distribuidos y presentó una patente en 1927 para un filtro coaxial diseñado con este método. Mason y Sykes publicaron el artículo definitivo sobre el método en 1937. Mason también fue el primero en proponer un filtro acústico de elementos distribuidos en su tesis doctoral de 1927 y un filtro mecánico de elementos distribuidos en una patente presentada en 1941. El trabajo de Mason se centró en la forma coaxial y otros cables conductores, aunque gran parte de este trabajo también podía adaptarse a las guías de onda. El trabajo acústico fue anterior, y sus colegas del departamento de radio de Bell Labs le pidieron ayuda con los filtros coaxiales y de guía de onda.
Antes de la Segunda Guerra Mundial, había poca demanda de circuitos de elementos distribuidos, ya que las frecuencias utilizadas para transmisiones de radio eran más bajas que el punto en el que estos elementos resultaban ventajosos. Las frecuencias más bajas tenían mayor alcance, una consideración clave para las transmisiones de radiodifusión. Estas frecuencias requerían antenas largas para operar eficientemente, lo que impulsó investigaciones en sistemas de frecuencias más altas. Un avance crucial fue la introducción del magnetrón de cavidad en 1940, que operaba en la banda de microondas y permitió desarrollar radares lo suficientemente pequeños como para instalarse en aviones. Posteriormente, se produjo un auge en el desarrollo de filtros de elementos distribuidos, ya que estos eran componentes esenciales de los radares. La pérdida de señal en los componentes coaxiales llevó al primer uso generalizado de guías de onda, extendiendo la tecnología de filtros desde el dominio coaxial al dominio de guías de onda.
El trabajo durante la guerra fue en su mayoría no publicado hasta después de la guerra por razones de seguridad, lo que dificultó determinar quién fue responsable de cada desarrollo. Un centro importante para esta investigación fue el Laboratorio de Radiación del MIT (Rad Lab), pero también se realizaron trabajos en otros lugares de EE. UU. y Gran Bretaña. El trabajo del Rad Lab fue publicado por Fano y Lawson. Otro desarrollo importante durante la guerra fue el anillo híbrido. Este trabajo se llevó a cabo en Bell Labs y fue publicado después de la guerra por W. A. Tyrrell. Tyrrell describe los anillos híbridos implementados en guía de onda y los analiza en términos del conocido "tee mágico" de guía de onda. Otros investigadores pronto publicaron versiones coaxiales de este dispositivo.
George Matthaei dirigió un grupo de investigación en el Instituto de Investigación de Stanford que incluía a Leo Young y fue responsable de muchos diseños de filtros. Matthaei describió por primera vez el filtro interdigital y el filtro combline. El trabajo del grupo se publicó en un libro fundamental de 1964 que cubría el estado del diseño de circuitos de elementos distribuidos en ese momento, y que siguió siendo una obra de referencia durante muchos años.
Los formatos planarios comenzaron a usarse con la invención de la stripline por Robert M. Barrett. Aunque la stripline fue otra invención de la época de la guerra, sus detalles no se publicaron hasta 1951. La microstrip, inventada en 1952, se convirtió en un competidor comercial de la stripline; sin embargo, los formatos planares no comenzaron a usarse ampliamente en aplicaciones de microondas hasta que en la década de 1960 se desarrollaron mejores materiales dieléctricos para los sustratos. Otra estructura que tuvo que esperar a mejores materiales fue el resonador dieléctrico. Sus ventajas (tamaño compacto y alta calidad) fueron señaladas por primera vez por R. D. Richtmeyer en 1939, pero los materiales con buena estabilidad térmica no se desarrollaron hasta la década de 1970. Los filtros con resonadores dieléctricos ahora son comunes en filtros de guía de onda y de línea de transmisión.
Los importantes desarrollos teóricos incluyeron la teoría de líneas conmesuradas de Paul I. Richards, que fue publicada en 1948, y las identidades de Kuroda, un conjunto de transformadas que superaron algunas limitaciones prácticas de la teoría de Richards, publicadas por Kuroda en 1955. Según Nathan Cohen, la antena log-periódica, inventada por Raymond DuHamel y Dwight Isbell en 1957, debe considerarse la primera antena fractal. Sin embargo, su naturaleza auto-similar, y por ende su relación con los fractales, no fue reconocida en su momento. Aún no se clasifica comúnmente como una antena fractal. Cohen fue el primero en identificar explícitamente la clase de antenas fractales después de inspirarse en una conferencia de Benoit Mandelbrot en 1987, pero no pudo publicar un artículo hasta 1995.